# 8-maart-beweging
De 8-maart-beweging is de onofficiële naam van de Libanese stroming die als pro-Syrisch wordt beschouwd. De naam is afgeleid van een grote demonstratie op 8 maart 2005 in het centrum van Beiroet waarin de deelnemers hun dank betuigden aan buurland Syrië, dat onder druk van de Verenigde Naties Libanon aan het verlaten was. Volgens Al Jazeera deden anderhalf miljoen mensen mee, op een totale bevolking van Libanon van ruim vier miljoen mensen.
De 8-maart-beweging bestaat uit de volgende politieke partijen:
| Partij                                   | Arabische naam                                                     | Zetels in het parlement | Demografische basis                        |
| ---------------------------------------- | ------------------------------------------------------------------ | ----------------------- | ------------------------------------------ |
| Vrije Patriottische Beweging             | at-Tayyar al-Watani al-Hurr التيار الوطني الحر                     | 19                      | Maronitische christenen                    |
| Amal                                     | Harakat Amal حركة أمل                                              | 13                      | Sjiitische moslims                         |
| Hezbollah                                | Hizballah حزب الله                                                 | 12                      | Sjiitische moslims                         |
| Libanese Democratische Partij            | al-Hizb ad-Dimuqrati al-Lubnani الحزب الديمقراطي اللبناني          | 4                       | Druzen                                     |
| Marada Strijdkrachten                    | Tayyar al-Marada تيار المردة                                       | 3                       | Christenen, vooral Maronitische christenen |
| Majd Beweging                            | Harakat Majd حركة مجد                                              | 2                       | Soennitische moslims                       |
| Armeense Revolutionaire Federatie        | Tashnag الطاشناق                                                   | 2                       | Armenen                                    |
| Syrische Socialistische Nationale Partij | al-Hizb as-Suri al-Qawmi al-Ijtima'i الحزب السوري القومي الإجتماعي | 2                       | Seculier                                   |
| Arabische Socialistische Ba'ath-partij   | Hizb al-Ba'th al-Arabi al-Ishtiraki حزب البعث العربي الإشتراكي     | 2                       | Seculier                                   |
| Solidariteit Partij                      | Hizb at-Tadamoun حزب التضامن                                       | 1                       | Maronitische christenen                    |
| Skaff Blok                               | Kutlat Skaff كتلة سكاف                                             | 0                       | Grieks-katholieke christenen               |
| Populaire Nasseristische Organisatie     | at-Tanzim ash-Sha’bi al-Nasiri التنظيم الشعبي الناصري              | 0                       | Soennitische moslims                       |
| Arabische Democratische Partij           | al-Hizb ad-Dimuqrati al-Arabi الحزب الديمقراطي العربي              | 0                       | Alawitische moslims                        |